# Oleg Romancew
Oleg Iwanowicz Romancew (ros. Олег Иванович Романцев, ur. 4 stycznia 1954 w Gawriłowskoje) – rosyjski piłkarz występujący na pozycji lewego obrońcy, i trener piłkarski. Jako zawodnik najdłużej związany był ze Spartakiem Moskwa, z którym w 1979 wywalczył mistrzostwo Związku Radzieckiego. Rok później grał na Igrzyskach Olimpijskich, na których radzieccy piłkarze zdobyli brązowy medal. Po zakończeniu kariery piłkarskiej rozpoczął pracę szkoleniową. W latach 90. był trenerem Spartaka Moskwa, który za czasów jego kadencji (1989–1995 i 1997–2003) dziewięciokrotnie zdobył tytuł mistrza kraju oraz dotarł do półfinałów Pucharu UEFA, Ligi Mistrzów i Pucharu Zdobywców Pucharów. Dwukrotnie (1994–1996 i 1999–2002) pełnił obowiązki selekcjonera reprezentacji Rosji; wystąpił z nią - bez sukcesów - na Euro 1996 i Mundialu 2002. Przez wielu obserwatorów był nazywany najpotężniejszym człowiekiem w piłkarskiej Rosji lat 90. Po mistrzostwach świata jego pozycja osłabła; niedługo potem odszedł ze Spartaka, a krótkie przygody szkoleniowe w Saturnie Ramienskoje i Dynamie Moskwa zakończyły się niepowodzeniem.

## Kariera piłkarska
Najdłużej - łącznie przez siedem lat - związany był ze Spartakiem Moskwa, w którego barwach w 1979 zdobył mistrzostwo Związku Radzieckiego. Od 1979 pełnił funkcję kapitana zespołu. W latach 1980–1982 dziewięciokrotnie zagrał w reprezentacji Związku Radzieckiego. W 1980 brał udział w Igrzyskach Olimpijskich, na których radzieccy piłkarze zdobyli brązowy medal.
Karierę sportową zakończył w 1983 w wieku 29 lat.

## Sukcesy piłkarskie
- mistrzostwo ZSRR 1979, wicemistrzostwo ZSRR 1980, 1981 i 1983 oraz finał Pucharu ZSRR 1981 ze Spartakiem Moskwa

W barwach Spartaka Moskwa w Wyższej Lidze ZSRR rozegrał 165 meczów i strzelił 6 goli.
W reprezentacji ZSRR od 1980 do 1982 rozegrał 9 meczów – uczestnik Igrzysk Olimpijskich 1980 (brązowy medal) oraz Mundialu 1982 (druga runda).

## Kariera szkoleniowa
W 1984 został namówiony przez Nikołaja Starostiaka na rozpoczęcie pracy szkoleniowej w Krasnoj Presnii Moskwa. Później krótko prowadził też Spartak Ordżonikidze, ale największe sukcesy odnosił ze Spartakiem Moskwa, którego trenerem był łącznie przez dwanaście lat.
Od 1988 do 1995 Spartak czterokrotnie zdobywał tytuł mistrza kraju oraz dwa razy osiągał półfinał europejskich pucharów. Wielu wychowanków Romancewa niedługo potem zadebiutowało w drużynie narodowej.
Po nieudanym dla Rosjan Mundialu 1994 do dymisji podał się selekcjoner reprezentacji Rosji Pawieł Sadyrin, a jego następcą został Romancew. Awansował z nią do Euro 1996, ale w Anglii jego podopieczni wywalczyli tylko jeden punkt, po dwu porażkach z Włochami i Niemcami oraz remisie z Czechami. Romancewa oskarżano o faworyzowanie piłkarzy Spartaka oraz kilka nieodpowiedzialnych decyzji kadrowych, jak brak wyboru pierwszego bramkarza i konflikt z liderem ataku Siergiejem Kirjakowem, który po pierwszym meczu wrócił do domu. Po turnieju Romancew złożył dymisję i powrócił do Spartaka.
W latach 1997–2003 klub zdobył kolejnych pięć tytułów mistrza Rosji oraz dotarł do półfinału Pucharu UEFA. W 1999, kiedy Rosjanie słabo rozpoczęli eliminacje do Euro 2000, ponownie został selekcjonerem kadry, nie rezygnując z prowadzenia Spartaka. Romancewa nazywano najpotężniejszym człowiekiem w piłkarskiej Rosji, bowiem w tym czasie był nie tylko trenerem reprezentacji i najsilniejszego klubu w kraju, ale także - od 1997 - jego prezesem.
Reprezentacja pechowo (w ostatnim meczu z Ukrainą w ostatniej minucie straciła gola, który sprawił, że spadła na trzecie miejsce w tabeli, nie premiowane nawet grą w barażach) przegrała kwalifikacje do mistrzostw Europy, ale mimo to Romancew pozostał na swoim stanowisku. Niedługo potem wygrał eliminacje do Mundialu 2002. Drużyna, oparta na doświadczonych zawodnikach, którzy grali w Spartaku w latach 90. (Jurij Kowtun, Jurij Nikiforow, Wiktor Onopko, Aleksandr Mostowoj, Władimir Biesczastnych), wygrała tylko pierwszy mecz (z Tunezją) i po porażkach z Japonią i Belgią odpadła już w pierwszej rundzie. Krytycy trenera zarzucali mu autorytaryzm oraz zbytnie przywiązanie do starszych piłkarzy i trzymanie na ławce rezerwowych młodych Syczowa, Siennikowa i Izmajłowa. Po mistrzostwach Romancew odszedł do Spartaka. Pracował w nim jeszcze przez rok, po czym w 2003 zrezygnował zarówno z funkcji pierwszego trenera i prezesa.
Później krótko prowadził Saturn Ramienskoje (wrzesień 2003 - luty 2004) i Dinamo Moskwa (październik 2004 - maj 2005).
W grudniu 2006 został trenerem trzecioligowej Niki Moskwa.

## Sukcesy szkoleniowe
- mistrzostwo ZSRR 1989, mistrzostwo Rosji 1992, 1993, 1994, 1997, 1998, 1999, 2000 i 2001, wicemistrzostwo Rosji 1995 i 2002, Puchar ZSRR 1992, Puchar Rosji 1994, 1998 i 2003, półfinał Ligi Mistrzów 1992-1993, półfinał Pucharu Zdobywców Pucharów 1991-1992 oraz półfinał Pucharu UEFA 1997-1998 ze Spartakiem Moskwa
- starty (faza grupowa) w Euro 1996 i Mundialu 2002 z reprezentacją Rosji